# Силахдар ага
Силахдар ага је била дворска титула Османског царства, означавајући главног службеника османског султана. Као такви, њени носиоци били су особе од великог утицаја и пружали су многе високе званичнике, па чак и велике везире.

## Историја
Име титуле деривира из персијске речи силахдар, што значи "носач оружја", а титула је преузета од Селџука. За време султана Мехмеда II, силахдар ага је био други у команди тајне собе, одмах после капи аге.
Силахдар ага би пратио султана где год би он кренуо, носећи своје оружје. Водио је специјалну групу телохранитеља под уникатном заставом. За време Мехмеда II, силахдара је било 2000, да би до владавине султана Махмуда II, тај број порастао на 12 хиљада.
Пошто су били изузетно близу султана, њихов утицај је био велик, па су многи носиоци ове позиције касније постали политичари, заузимајући углавном титулу великог везира. Последњи силахдар ага је био Гиритли паша који је умро 1831. године. Султан Махмуд II је укинуо ту позицију. 